# Липівська загальноосвітня школа (Чернігівська область)
Ли́півська ЗОШ І-ІІІ ступенів — навчальний заклад с. Липове Талалаївського району Чернігівської області

## Історія закладу
Перша школа в Липовому почала діяти як парафіяльна в 1863. Заняття проводилися в хаті дяка, навчання починалося із закінченням сільськогосподарських робіт (листопад — грудень) і закінчувалося з початком сільськогосподарських робіт (приблизно квітень місяць).
Основні предмети, які викладалися, це: Закон Божий, арифметика, читання та письмо. Навчання велося російською мовою. Застосовувалися фізичні покарання учнів.
В 1913 в селі зусиллями земства була побудована нова школа на 6 класних кімнат та будинок для вчителя, господарські будівлі. Це приміщення школи проіснувало до кінця 80-х, коли була збудована нова, двоповерхова будівля школи на 192 учнівських місць.
За радянської влади школа спочатку була початковою, а згодом — семирічка. Під класи були переобладнані будинок вчителя та господарські приміщення.
За шкільною реформою 1958 школа стала восьмирічкою.
В 60-х роках XX століття були збудовані приміщення початкової школи на 4 класні кімнати і приміщення шкільної майстерні та їдальні.
В 1986 році школа стала середньою.
1987/88 навчальний рік школа розпочала в новому приміщенні.
В школі довгий час працювало багато талановитих учителів. Серед них подружжя Головків, Щуковських, вчителі початкових класів: Петровська П. С., Бровко Г. Т., Тимошевська Н. П., Зінченко Т. П. Вчителі математики: Сорока Н. Й., Стась О. М., Яцура Л. М.
Багато років свого життя віддали школі вчителі Левада В. І., Селяніна А. І., Бовкун О. С., Безжон В. Ф.

## Випускники
Із школи за період її існування вийшло багато майбутніх спеціалістів різних профілів, найбільше — учителів.
І нині в школі працюють колишні її випускники: Стась Т. Є., Грабина А. Б., Кобиш В. А., Руленко Л. М., Картава О. І., Сидоренко Н. А., Огій В. М. Більш ніж 40 років працює в школі вчителем та заступником директора з НВР Семінько Г. М.
Випускниками школи були художники Головко О.П. та Головко В.П. (член Спілки художників України), журналіст та письменник Чирва А.М., підприємець Голуб М.П. (працює в Росії, на його кошти в селі збудована церква), медпрацівники Зінченко О.М. (лікар, працює в м. Києві), Чмихун Олександр (фармацевт), Пелещук Марина (сімейний лікар, м. Суми), багато фельдшерів, медсестер.
Офіцерами стали випускники школи: Локошко М.С., Химуля Борис — викладач Київського артучилища, Семінько В.М., Лихо В.О., Яковенко Ю.Г., Легеза Сергій та багато інших.
Працювали випускники школи і головами колгоспів (Кобиш О.П., Пугач С.І.) і керівниками трестів (Кобиш О.С., м. Тюмень), інженерами, механіками, агрономами, зоотехніками та на інших роботах.

## Директори
Директорами в свій час працювали Перелет, Пархоменко В.П., Щуковський І.З. З 1986 року директором школи працює Яцура В. А.